# Гастелло (станция)
Гасте́лло — железнодорожная станция Сахалинского региона Дальневосточной железной дороги. Названа по одноимённому селу.

## История
Станция открыта в 1936 году составе пускового участка Макаров — Поронайск.
20 августа 1945 года станция освобождена советскими войсками.
Современное название — с 1 февраля 1946 года.

## Деятельность
По станции производится остановка пассажирских поездов, курсирующих по маршруту Южно-Сахалинск — Тымовск — Ноглики. Скорый поезд № 001/002 по станции не останавливается.
Грузовые операции по параграфу не предусмотрены.

## Изображения

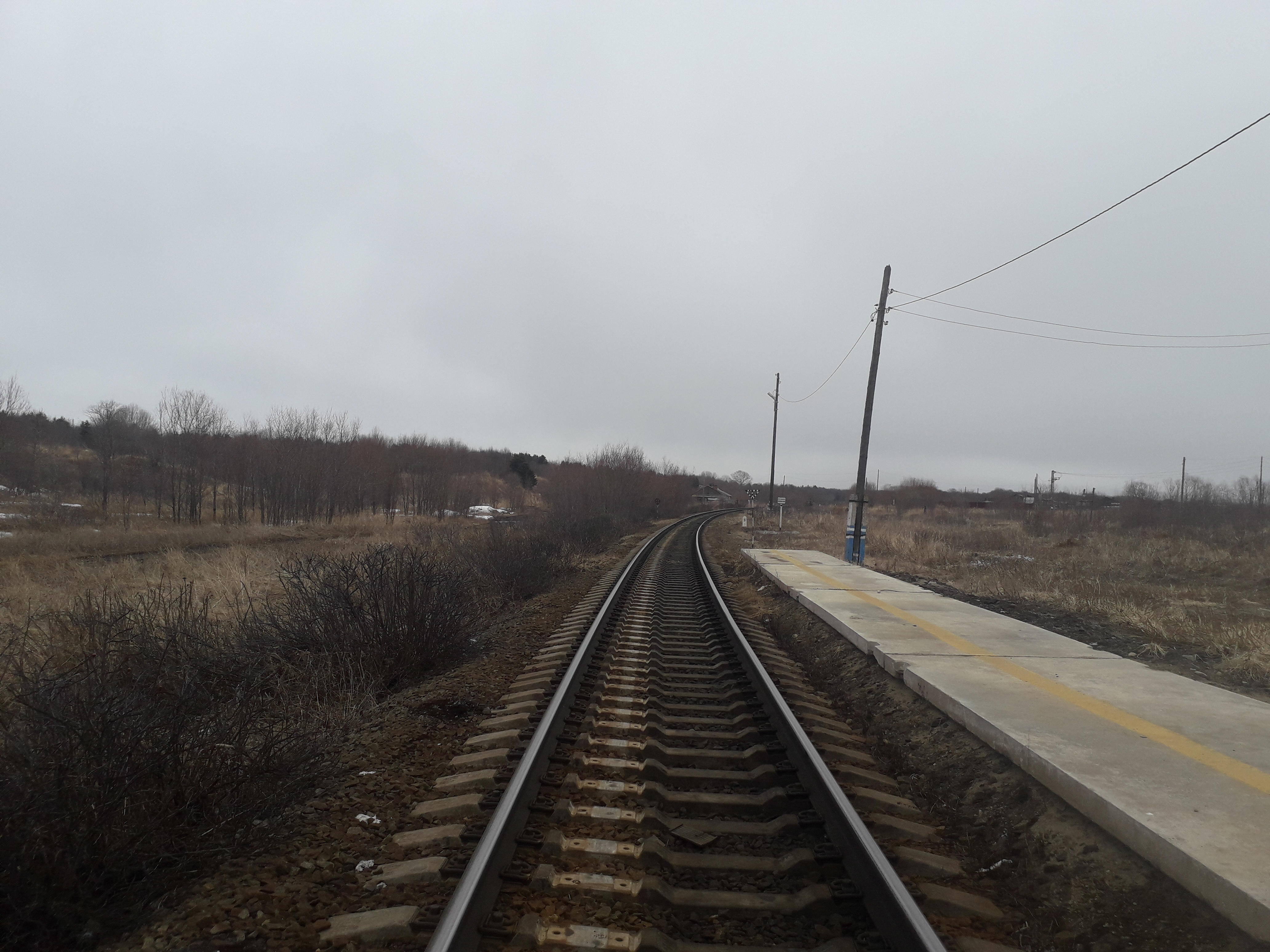
В сторону Поронайска
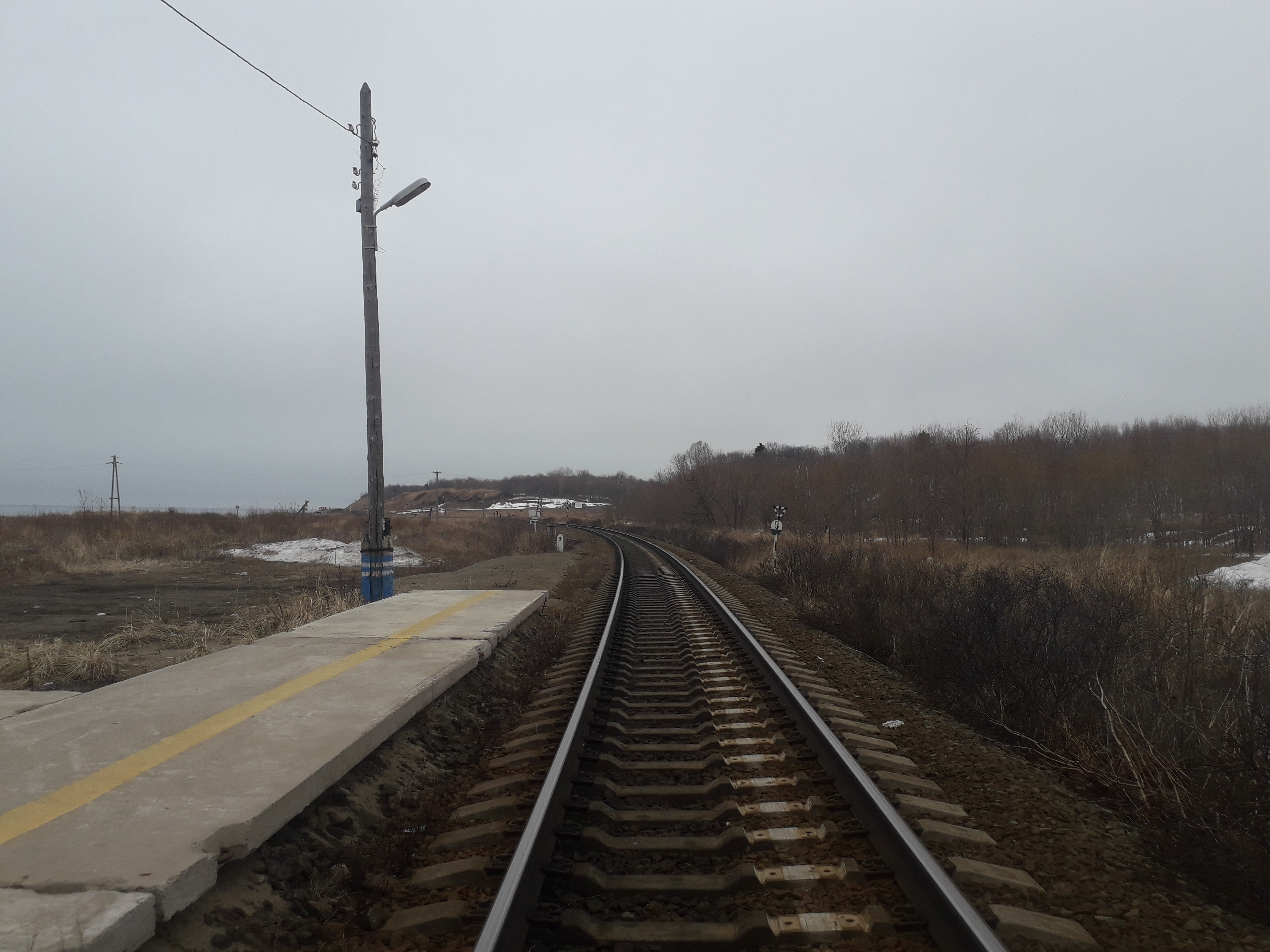
В сторону Южно-Сахалинска